# Линзмастер
Линзмастер — российская сеть салонов оптики, открыта в 1998 году. Принадлежит инвестиционной компании «HAL Investments». Полное наименование — общество с ограниченной ответственностью «Линзмастер». Зарегистрированные товарные знаки и знаки обслуживания — «Линзмастер», «Очки за час» и «Всё включено». Штаб-квартира в Москве.
Компания была основана в 1998 году, первый салон оптики открылся в ноябре на Никольской улице, месте одного из старейших московских салонов оптики — бывшей «Оптики № 1». На январь 2012 года по всей России насчитывается 90 действующих салонов «Линзмастер» в различных городах; с 2004 года функционирует интернет-магазин «Линзмастер» с собственными отделениями в Москве и Санкт-Петербурге. Доставка заказов осуществляется по всей территории России.
В 2010 году московское управление Федеральной антимонопольной службы признало ненадлежащей рекламу «Линзмастера», обещающую клиентам «вторые очки бесплатно» и выдало предписание об устранении нарушений. Ведомство заявило, что своей наружной рекламой компания нарушила федеральный закон «О рекламе», поскольку не указала информацию об условиях проводимой акции (ст. 5, ч. 7) и в рекламном сообщении не содержалась информация о сроках проведения мероприятия и не были указаны сведения об организаторе мероприятия (ст. 9, п. 1,2).